# Metroperiella gay
Metroperiella gay is een mosdiertjessoort uit de familie van de Bitectiporidae. De wetenschappelijke naam van de soort is voor het eerst geldig gepubliceerd in 2009 door Reverter-Gil, Souto & Fernández-Pulpeiro.